# Maria Cristina Giustiniani Bandini
Maria Cristina Giustiniani Bandini, född 1866, död 1959, var en italiensk journalist och katolsk aktivist. 
Hon föddes i Rom som dotter till adelsmannen furst Sigismondo Giustiniani Bandini. Hennes far var engagerad inom det katolska partiet. Hon gick i kloster vid 18 års ålder men tvingades lämna klostret av hälsoskäl. Hon blev sedan verksam som journalist. 
Hon intresserade sig för den framväxande kvinnorörelsen, men från en konservativ synpunkt, och motsatte sig sekularismen inom feminismen under den italienska kvinnokongressen 1908. Hon vände sig till kontakter inom katolska kyrkan för att grunda en katolska kvinnoförening. 
Hon var grundare och ordförande av Unione Femminile Cattolica Italiana (UFCI)  mellan 1909 och 1917. Hon organiserade denna som en nationell organisation med lokalföreningar över hela landet. Det var den första sekulära organisationen för katolska kvinnor. 
År 1926 blev hon samarbetspartner till Nationernas förbunds biträdande generalsekreterare. För denna organisation genomförde hon en undersökning av bordellerna i Italien vid en tidpunkt då ämnet var mycket debatterat. Hon spelade en viktig roll för de katolska krafter som var närvarande i NF:s högkvarter i Genève, och bidrog till att uppmuntra missioner till Asien och Afrika.